# Norra Ny socken
Norra Ny socken i Värmland ingick i Älvdals härad, ingår sedan 1974 i Torsby kommun och motsvarar från 2016 Norra Ny distrikt.
Socknens areal är 746,70 kvadratkilometer varav 721,99 land. År 2000 fanns här 1 391 invånare. Tätorten Ambjörby samt tätorten Stöllet med sockenkyrkan Norra Ny kyrka ligger i socknen.   

## Administrativ historik
Socknen har medeltida ursprung. Före 1 januari 1886 (enligt beslut den 17 april 1885) var namnet Ny socken.
Vid kommunreformen 1862 övergick socknens ansvar för de kyrkliga frågorna till Norra Ny församling och för de borgerliga frågorna bildades Norra Ny landskommun. Ur landskommunen och församlingen utbröts 1 maj 1873 Nyskoga landskommun respektive Nyskoga församling. Landskommunen uppgick 1974 i Torsby kommun. Församlingen uppgick 2002 i Norra Ny-Nyskoga församling som 2010 uppgått i Övre Älvdals församling.
1 januari 2016 inrättades distriktet Norra Ny, med samma omfattning som församlingen hade 1999/2000.  
Socknen har tillhört län, fögderier, tingslag och domsagor enligt vad som beskrivs i artikeln Älvdals härad. De indelta soldaterna tillhörde Värmlands regemente och Älvdals kompani.

## Geografi
Norra Ny socken ligger nordost om Torsby kring Klarälven. Socknen är utanför Klarälvsdalen en kuperad vidsträckt skogsbygd, även kallad Tiomilaskogen.

## Fornlämningar
Cirka 400 fångstgropar har påträffats.

## Namnet
Namnet skrevs 1503 Ny som gavs i relation till de äldre socknarna Dalby och Ekshärad.

## Befolkningsutveckling
| Befolkningsutvecklingen i Norra Ny socken 1750–1990                                                      | Befolkningsutvecklingen i Norra Ny socken 1750–1990 | Befolkningsutvecklingen i Norra Ny socken 1750–1990 | Befolkningsutvecklingen i Norra Ny socken 1750–1990 | Befolkningsutvecklingen i Norra Ny socken 1750–1990 |
| --- | --------------------------------------------------- | --------------------------------------------------- | --------------------------------------------------- | --------------------------------------------------- |
| |                                                     |                                                     |                                                     |                                                     |
| År |                                                     |                                                     | Folkmängd                                           |                                                     |
| 1750 | 1750                                                |                                                     | 1 205                                               |                                                     |
| 1760 | 1760                                                |                                                     | 1 423                                               |                                                     |
| 1769 | 1769                                                |                                                     | 1 520                                               |                                                     |
| 1780 | 1780                                                |                                                     | 1 626                                               |                                                     |
| 1790 | 1790                                                |                                                     | 1 615                                               |                                                     |
| 1810 | 1810                                                |                                                     | 1 728                                               |                                                     |
| 1820 | 1820                                                |                                                     | 1 899                                               |                                                     |
| 1830 | 1830                                                |                                                     | 2 168                                               |                                                     |
| 1840 | 1840                                                |                                                     | 2 566                                               |                                                     |
| 1850 | 1850                                                |                                                     | 2 976                                               |                                                     |
| 1860 | 1860                                                |                                                     | 3 470                                               |                                                     |
| 1870 | 1870                                                |                                                     | 3 576                                               |                                                     |
| 1880 | 1880                                                |                                                     | 2 961                                               |                                                     |
| 1890 | 1890                                                |                                                     | 2 771                                               |                                                     |
| 1900 | 1900                                                |                                                     | 2 902                                               |                                                     |
| 1910 | 1910                                                |                                                     | 2 904                                               |                                                     |
| 1920 | 1920                                                |                                                     | 2 952                                               |                                                     |
| 1930 | 1930                                                |                                                     | 3 093                                               |                                                     |
| 1940 | 1940                                                |                                                     | 2 950                                               |                                                     |
| 1950 | 1950                                                |                                                     | 2 712                                               |                                                     |
| 1960 | 1960                                                |                                                     | 2 538                                               |                                                     |
| 1970 | 1970                                                |                                                     | 2 130                                               |                                                     |
| 1980 | 1980                                                |                                                     | 1 803                                               |                                                     |
| 1990 | 1990                                                |                                                     | 1 573                                               |                                                     |
| Anm: Källor: Umeå universitet - Tabellverket 1749-1859, Demografiska databasen, CEDAR, Umeå universitet. |                                                     |                                                     |                                                     |                                                     |